# Campeonato Pernambucano de Futebol de 2022
O Campeonato Pernambucano de Futebol de 2022 foi a 108ª edição da competição, realizado no estado de Pernambuco e organizado pela Federação Pernambucana de Futebol.

## Regulamento
O Campeonato Pernambucano repetirá a fórmula adotada em 2021. Após reunião na tarde do dia 19 de novembro de 2021 na sede da Federação Pernambucana de Futebol (FPF), os clubes envolvidos na disputa escolhem, por unanimidade, manter o formato para a edição de 2022. No total, serão 13 datas para a competição, que terá início em 22 de janeiro e término previsto para o dia 30 de abril.
As dez equipes se enfrentam em turno apenas de ida, onde os seis melhores classificam-se e os quatro últimos realizam um quadrangular do rebaixamento de pontos corridos para definir os dois rebaixados para o Pernambucano Série A2 de 2023. Deste sexteto que passa de fase, os dois primeiros já estão garantidos na semifinal, enquanto o 3º enfrenta o 6º e o 4º duela com o 5º para definir os outros dois semifinalistas - estes confrontos serão realizados em jogo único, com mando para a equipe de melhor desempenho na primeira fase.
Na semifinal, novamente jogo único, com o líder e vice-líder da primeira fase tendo o mando de campo por conta da melhor campanha. Já na final, os duelos serão em ida e volta, com o time que tiver feito mais pontos ao longo da primeira fase realizando a segunda partida em casa.

## Formato
Primeira fase: (Fase de grupos): Todos os clubes se enfrentam em jogos de ida, se classificando os seis melhores e os quatro piores realizam um quadrangular de pontos corridos em três datas para definir os dois rebaixados para o Pernambucano Série A2 de 2023. Os dois primeiros nesta fase já se garantem na semifinal. 
Segunda fase: (Quartas de Final): Disputada em jogo único, com o 3º colocado enfrentando o 6º, e o o 4º jogando contra o 5º para definirem os outros dois semifinalistas. Os times de melhores campanha fazem a partida como mandantes. Em caso de igualdade, a decisão será nos pênaltis.
Terceira fase: (Semifinais): Semifinais também disputada em apenas um jogo com o mando para o líder e vice-líder da primeira fase. Em caso de igualdade, a decisão será nos pênaltis.
Quarta fase: (Final): Realizada em jogos de ida e volta, com o time de melhor campanha no primeiro turno fazendo o segundo jogo em casa. Para a definição do campeão, será considerada a soma da pontuação nos dois jogos. Em caso de igualdade em pontos, o primeiro critério será o saldo de gols na fase (sem gol qualificado). Persistindo o empate nos 180 minutos, o campeão sairá nos pênaltis.

## Critérios de Desempate
Na 1ª fase e no quadrangular do rebaixamento sempre que duas ou mais equipes estiverem em igualdade de pontos,  os critérios de desempates devem ser aplicados na seguinte ordem
1. Número de vitórias
2. Saldo de gols
3. Gols marcados
4. Número de cartões vermelhos
5. Número de cartões amarelos
6. Sorteio público

Na 2ª, 3ª e 4ª fase, sempre que as duas equipe estiverem em igualdade do pontos aplica-se os seguintes critérios:
1. Saldo de gols;
2. Tiros de ponto penal, conforme as Regras do Jogo de Futebol.

## Transmissão com imagens
O Grupo Globo detém todos os direitos de transmissão do campeonato na TV Aberta, fechada e pay-per-view. 
À parte ao Grupo Globo, a FPF está autorizada a exibir as partidas entre os times intermediários, gratuitamente em seu perfil oficial na plataforma de streaming YouTube.
| Plataforma   | Canal    | Observações |
| ------------ | -------- | --- |
| TV Aberta    | TV Globo | (Apenas para Pernambuco através da TV Globo Nordeste (emissora própria da TV Globo, no grande Recife), TV Asa Branca e TV Grande Rio, (afiliadas à TV Globo, no interior do estado)) |
| TV Fechada   | SporTV   | (Para todo o Brasil ou com exceção de Pernambuco) |
| Pay-per-view | Premiere | (Para todo o Brasil) |

## Equipes Participantes

### Promovidos e rebaixados
| Pos. | Rebaixados da Série A1 2021 |
| ---- | --------------------------- |
| 9°   | Central                     |
| 10°  | Vitória das Tabocas         |

| Pos. | Promovidos da Série A2 2021 |
| ---- | --------------------------- |
| 1º   | Caruaru City                |
| 2º   | Íbis                        |

## Primeira Fase
aO Sete de Setembro foi punido pelo TJD-PE com a perda de 3 pontos, por conta da escalação irregular de José Ermeson da Silva Alves, o Bililiu, na partida contra o Náutico.

## Quadrangular do Rebaixamento
1ª Rodada
| 20 de Março | Íbis | 0-0 | Sete de Setembro | Estádio dos Aflitos, Recife |  |
| 15h         |      |     | {{{golos2}}}     |                             |  |

| 20 de Março | Afogados | 3-0 | Vera Cruz    | Vianão, Afogados da Ingazeira |  |
| 16h         |          |     | {{{golos2}}} |                               |  |

2ª Rodada 
| 23 de Março | Sete de Setembro | 1-1 | Afogados     | Estádio dos Aflitos, Recife |  |
| 15h         |                  |     | {{{golos2}}} |                             |  |

| 23 de Março | Vera Cruz | 1-3 | Íbis         | Lacerdão, Carauru |  |
| 15h         |           |     | {{{golos2}}} |                   |  |

3ª Rodada 
| 27 de Março | Vera Cruz | 2-2 | Sete de Setembro | Arena Pernambuco, São Lourenço da Mata |  |
| 15h         |           |     | {{{golos2}}}     |                                        |  |

| 27 de Março | Afogados | 1-1 | Íbis         | Vianão, Afogados da Ingazeira |  |
| 15h         |          |     | {{{golos2}}} |                               |  |

## Fase final
Em itálico, as equipes que possuem o mando de campo do confronto e em negrito as equipes classificadas.
|  | Quartas de final 19 de março e 06 de abril | Quartas de final 19 de março e 06 de abril | Quartas de final 19 de março e 06 de abril |               |       | Semifinais 02 e 13 de abril | Semifinais 02 e 13 de abril | Semifinais 02 e 13 de abril |  |  | Final 21 e 30 de abril | Final 21 e 30 de abril | Final 21 e 30 de abril | Final 21 e 30 de abril | Final 21 e 30 de abril |
|  |                                            |                                            |                                            |               |       |                             |                             |                             |  |  |                        |                        |                        |                        |                        |
|  | 1                                          | Retrô                                      |                                            |               |       |                             |                             |                             |  |  |                        |                        |                        |                        |                        |
|  |                                            |                                            |                                            |               |       |                             |                             |                             |  |  |                        |                        |                        |                        |                        |
|  |                                            |                                            | Retrô                                      | 1             |       |                             |                             |                             |  |  |                        |                        |                        |                        |                        |
|  |                                            |                                            |                                            | 1             |       |                             |                             |                             |  |  |                        |                        |                        |                        |                        |
|  |                                            |                                            | Salgueiro                                  | 0             |       |                             |                             |                             |  |  |                        |                        |                        |                        |                        |
|  | 4                                          | Sport                                      | Salgueiro                                  | 0             | 2 (2) |                             |                             |                             |  |  |                        |                        |                        |                        |                        |
|  | 4                                          | Sport                                      |                                            |               | 2 (2) |                             |                             |                             |  |  |                        |                        |                        |                        |                        |
|  | 5                                          | Salgueiro                                  | 2 (4)                                      |               |       |                             |                             |                             |  |  |                        |                        |                        |                        |                        |
|  |                                            |                                            |                                            |               |       |                             |                             |                             |  |  |                        | Retrô                  | 1                      | 0                      |                        |
|  |                                            |                                            |                                            | Náutico (pen) | 0     | 1                           |                             |                             |  |  |                        |                        |                        |                        |                        |
|  | 2                                          | Náutico                                    |                                            |               |       |                             |                             |                             |  |  |                        |                        |                        |                        |                        |
|  |                                            |                                            |                                            |               |       |                             |                             |                             |  |  |                        |                        |                        |                        |                        |
|  |                                            |                                            | Náutico                                    | 0 (4)         |       |                             |                             |                             |  |  |                        |                        |                        |                        |                        |
|  |                                            |                                            |                                            | 0 (4)         |       |                             |                             |                             |  |  |                        |                        |                        |                        |                        |
|  |                                            |                                            | Santa Cruz                                 | 0 (3)         |       |                             |                             |                             |  |  |                        |                        |                        |                        |                        |
|  | 3                                          | Santa Cruz                                 | Santa Cruz                                 | 0 (3)         | 3     |                             |                             |                             |  |  |                        |                        |                        |                        |                        |
|  | 3                                          | Santa Cruz                                 |                                            |               | 3     |                             |                             |                             |  |  |                        |                        |                        |                        |                        |
|  | 6                                          | Caruaru City                               | 0                                          |               |       |                             |                             |                             |  |  |                        |                        |                        |                        |                        |

##### Finais
Ida
| Quinta-feira, 21 de abril | Náutico | 0 – 1 | Retrô                 | Estádio dos Aflitos, Recife |
| 16:30                     |         |       | 69' Guilherme Paraíba |                             |

Volta
| Sábado, 30 de abril | Retrô | 0 – 1 | Náutico                 | Arena Pernambuco, São Lourenço da Mata |
| 16:40               |       |       | Pedro Vitor 45+7' (pen) |                                        |

|                                                        |       | Penalidades                                            |  |
| Charles Pedro Costa Augusto Potiguar Guilherme Paraíba | 2 − 4 | Hereda Richard Franco Camutanga Ewandro Júnior Tavares |  |

## Premiação
| Campeonato Pernambucano de 2022 |
| ------------------------------- |
| Náutico Bicampeão (24.º título) |

## Artilharia
Atualizado em  7 de março de 2022.
| Pos. | Jogador         | Equipe     | Gols |
| ---- | --------------- | ---------- | ---- |
| 1º   | Renato          | Retrô      | 7    |
| 2º   | Rafael Oliveira | Santa Cruz | 5    |
| 2º   | Braga           | Vera Cruz  | 5    |

## Classificação final
Somando os pontos da primeira fase e dos jogos play offs para assim definir os três representantes do estado na Copa do Brasil 2023 e os dois representantes na Série D 2023. Assim, como os classificados para a Copa do Nordeste 2023.
- ^  F1. Classificado através do Ranking da CBF.
- ^  F2. Vice-campeão da Copa do Nordeste de 2022.
- ^  F3. O Sete de Setembro foi punido pelo TJD-PE com a perda de 3 pontos.

## Ver Também
- Campeonato Pernambucano de Futebol de 2022 - Série A2
- Copa do Nordeste de Futebol de 2022
- Copa Pernambuco de Futebol de 2022
- Futebol do Nordeste do Brasil